# Zandbaanrace

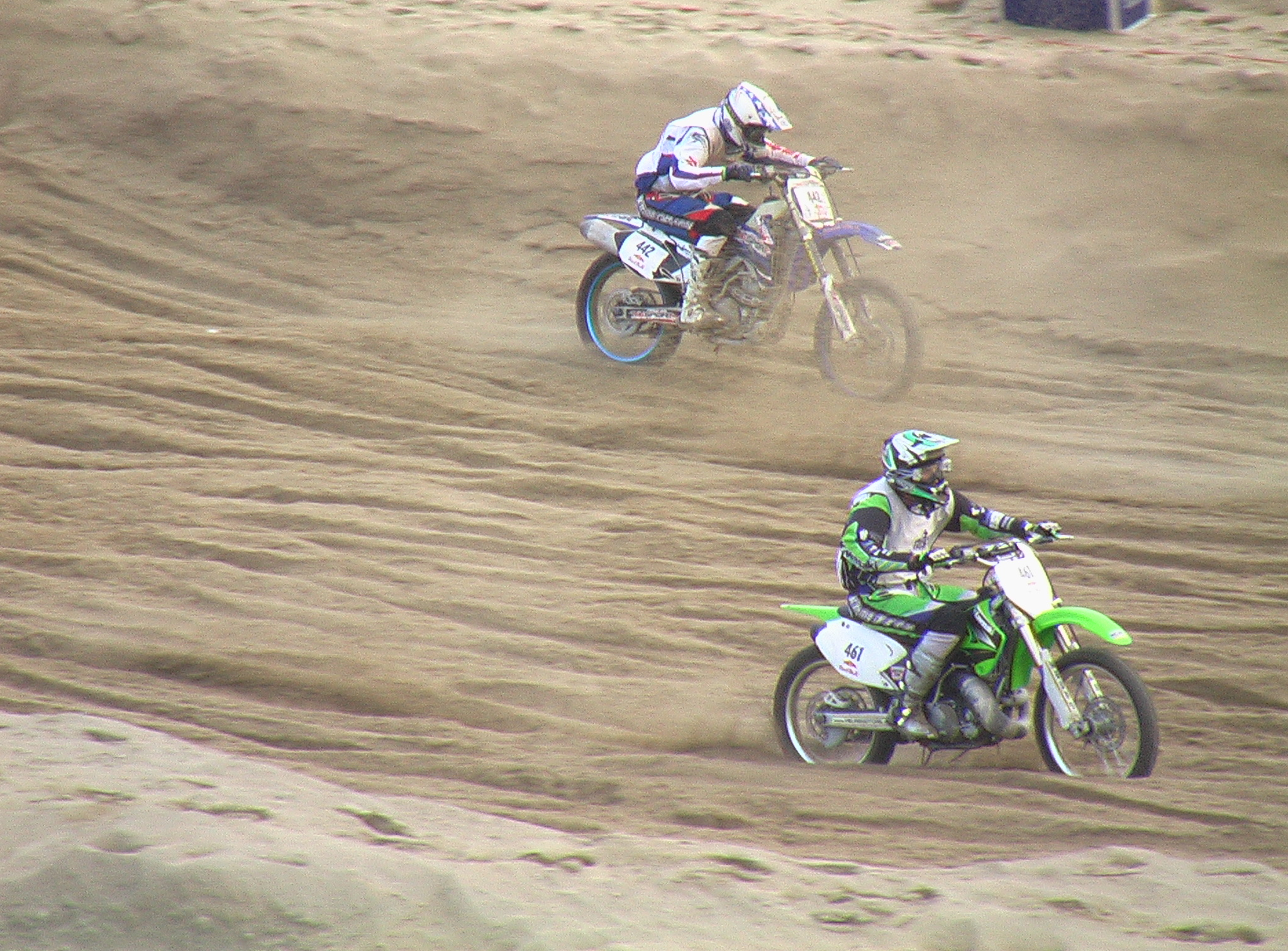
Motorrace op het strand van Scheveningen, tijdens de Red Bull Knockout in november 2006.

Zandbaanrace is een tak van de motorsport die voornamelijk in de Britse Gemenebest-landen en Zuid-Duitsland populair is. 
Zandbaan lijkt op grasbaan, het verschil is de ondergrond en de baanlengte van 1 km tot 1 mijl. Er wordt soms met 8 tot 10 rijders tegelijk gestart. De snelheden liggen bij zandbaan hoger en er wordt minder gedrift. Zandbaanrace wordt ook langebaanrace genoemd, in Engelstalige landen long track.